# 1895 au Manitoba
Chronologie du Manitoba
- 1891
- 1892
- 1893
- 1894
- 1895
- 1896
- 1897
- 1898
- 1899

Cette page concerne des événements d'actualité qui se sont produits durant l'année 1895 dans la province canadienne du Manitoba.

## Politique

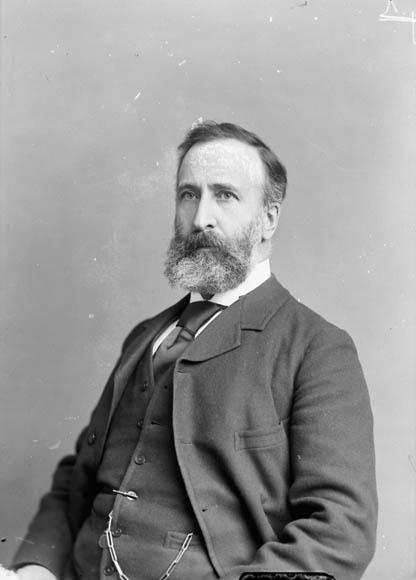
James Colebrooke Patterson

- Premier ministre : Thomas Greenway
- Chef de l'Opposition :
- Lieutenant-gouverneur : John Christian Schultz puis James Colebrooke Patterson
- Législature :

## Événements
- 29 janvier : le Conseil privé de Londres statue que le gouvernement fédéral a le pouvoir de légiférer afin de restaurer les droits des catholiques manitobains, que leur a fait perdre le gouvernement de cette province au niveau de la langue et de l'éducation[1].
- 9 avril : l'archevêque de Montréal, Édouard-Charles Fabre, fait publier une circulaire pastorale dans laquelle il énonce que l'épiscopat québécois est satisfait de l'intention du gouvernement fédéral de rendre leurs écoles aux catholiques manitobains[2].

## Naissances
- 27 mai : Douglas Lloyd Campbell (né à Portage la Prairie et décédé le 23 avril 1995 à Winnipeg) était un homme politique canadien. Il a été député à l'Assemblée législative du Manitoba pendant 47 ans et a été premier ministre du Manitoba de 1948 à 1958.

- 11 juin : Sigurdur Franklin Fredrickson (né à Winnipeg – mort le 28 mai 1979 à Toronto ) est un joueur amateur puis professionnel canadien de hockey sur glace qui évoluait au poste de centre. Il joue quatre saisons avec les Falcons de Winnipeg avant de rejoindre le Canada dans la Première Guerre mondiale. De retour à Winnipeg, il mène son équipe à la Coupe Allan puis il remporte la médaille d'or aux Jeux olympiques de 1920 à l'occasion du premier tournoi olympique de hockey.